# ジョセフ・クッター
ジョセフ・クッター（Joseph Jean Ferdinand Kutter、1894年12月12日 - 1941年1月2日）はルクセンブルクの画家である。「表現主義」に影響を受けた画家である。

## 略歴
ルクセンブルクルクの首都のルクセンブルク市に生まれた。父親は写真店をルクセンブルクルクでは早くから開いた人物であった。画家になることを望んで、ルクセンブルクの実業学校(Ecole d'Artisans)で学んだ後、ストラスブールとミュンヘンの装飾美術の学校で学び、1917年から1918年の間、ミュンヘン美術院で学んだ。ミュンヘンではヴィルヘルム・ライブルがミュンヘンにもたらした「写実主義」のスタイルから影響を受けた。
「ポスト印象派」の画家、ポール・セザンヌに強い影響を受けた後、1919年からミュンヘン分離派の展覧会に出展するようになった。1924年にルクセンブルクに戻ったが1932年までは、ミュンヘンの展覧会への出展を続けた。1925年頃からベルギーの表現主義に徐々に興味を持ち、ベルギーの美術評論家のリデル(André de Ridder)に勧められて1926年のサロン・ドートンヌに出展した。ルクセンブルクに前衛的な美術団体の設立メンバーとなり、1927年にその展覧会に出展した
。
ドイツではナチスが勢力を伸ばし、美術の分野にもその価値観を強制するようになってドイツの展覧会への出展をやめた。1937年のパリ万国博覧会に出展する作品を描くころから病気に悩まされるようになり、1941年に45歳で没した。

## 作品
- 「座る男」(1919)
- 「横たわるヌード」(1919)
- (1924)
- 「首をかしげる女」(1929)
- 「キーム湖」(Le Chiemsee)(1935)
- 「ピエロ」(1935年以降)
- 「木馬」(1937)
- 「クレルボー城」(1937)